# Kościół św. Michała Archanioła i klasztor Jezuitów w Mścisławiu
Kościół św. Michała Archanioła i klasztor Jezuitów – barokowy rzymskokatolicki kompleks klasztorny w Mścisławiu, wzniesiony w XVIII w.

## Historia
Drewniany kościół św. Michała Archanioła został wzniesiony w Mścisławiu w 1616 lub w 1614, z fundacji Zygmunta III Wazy. W 1690 małżonkowie Cywińscy ufundowali przy nim misję jezuicką, która otrzymała następnie status rezydencji i przy której w 1717 otwarte zostało kolegium. W latach 30. XVIII w. przystąpiono do budowy nowego, znacznie obszerniejszego murowanego kościoła klasztornego. Niedokończona budowla zawaliła się, a prace przy wznoszeniu nowej przeciągnęły się do 1757. Wcześniej, w 1744, zakończono prace nad budową nowego budynku klasztornego. Budowla ta łączyła się w jeden kompleks ze starszym, XVII-wiecznym budynkiem jezuickiej apteki oraz siedzibą kolegium, przebudowaną przed 1772. Uposażenie klasztoru stanowiły wieś Toczka, majątek Zasiekłe i kilka innych miejscowości.
W 1820 władze rosyjskie zamknęły klasztor, a jego zabudowania przekazały monasterowi św. Ducha w Tupiczewszczyźnie. Kościół klasztorny został zamieniony na prawosławną cerkiew św. Mikołaja. W budynkach szkół jezuickich i apteki założona została rosyjska szkoła ludowa, a następnie cerkiewna szkoła powiatowa i niższa szkoła duchowna, otwarta w 1833. Do 1842 obiekt przebudowano, wznosząc nad skrzyżowaniem naw kopułę. Cerkiew była czynna do 1937, gdy władze radzieckie postanowiły ją zamknąć i zaadaptować na dom kultury. W końcu XX wieku trwała restauracja zniszczonego obiektu.

## Architektura
Kościół św. Michała Archanioła jest budowlą trójnawową, z transeptem. Jego elewacja pierwotnie była dwuwieżowa. Prezbiterium świątyni zamknięte jest półkoliście, przylegają do niego dwie zakrystie. Dwupiętrowy budynek klasztorny łączy się z kościołem przez północną zakrystię. Elewacja kościoła zdobiona jest pilastrami, płaskimi niszami, belkowaniem, podzielona gzymsem na dwie kondygnacje. Obiekt posiada niski przedsionek zdobiony frontonem. Wnętrze budynku zostało zrujnowane, przetrwały w nim pojedyncze elementy dekoracyjne (kolumny, rzeźby).
Kościół położony jest w ścisłym centrum Mścisławia. Jego prezbiterium skierowane jest na północ.

Galeria
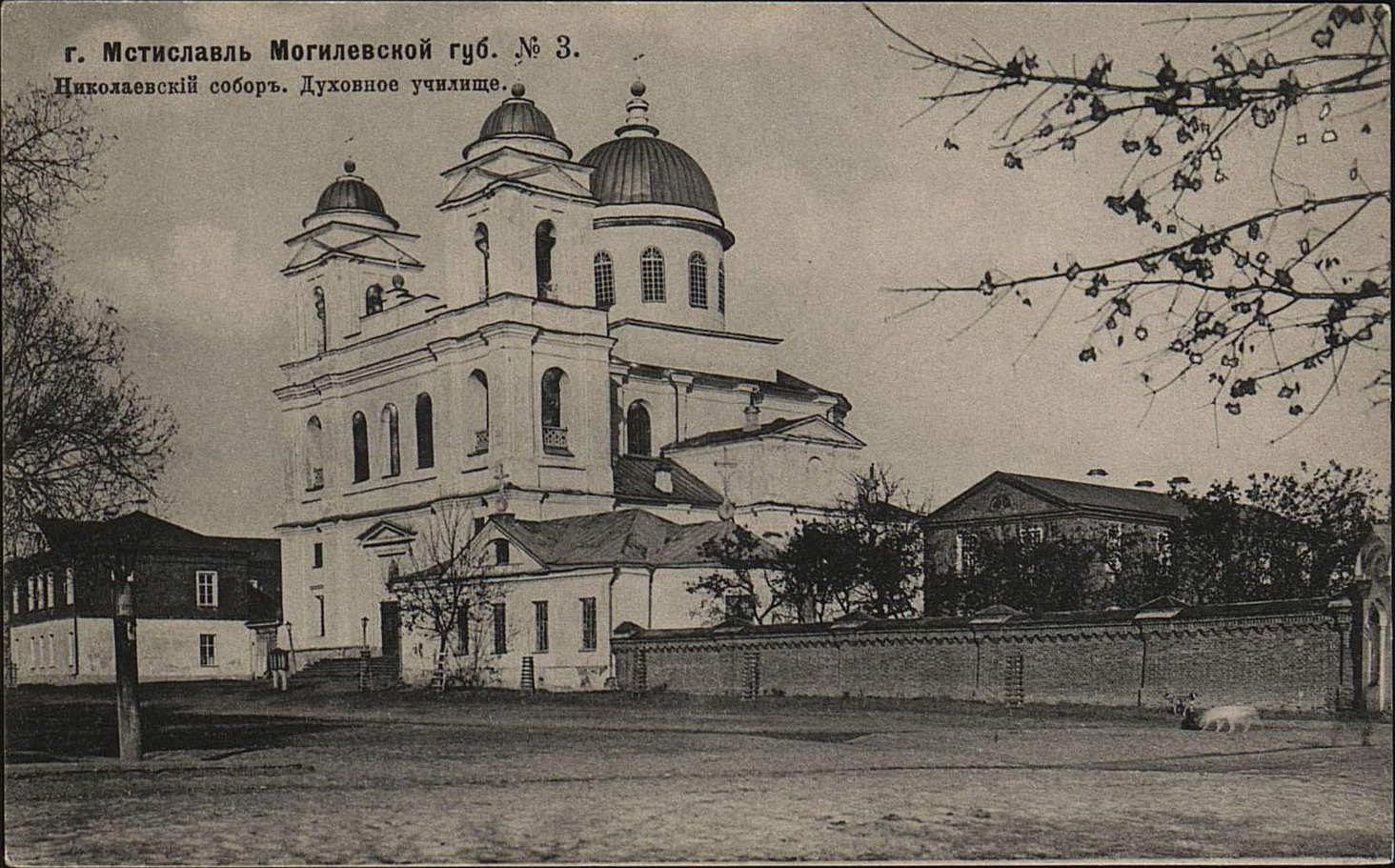
Kościół po przebudowie na cerkiew, 1910 r.
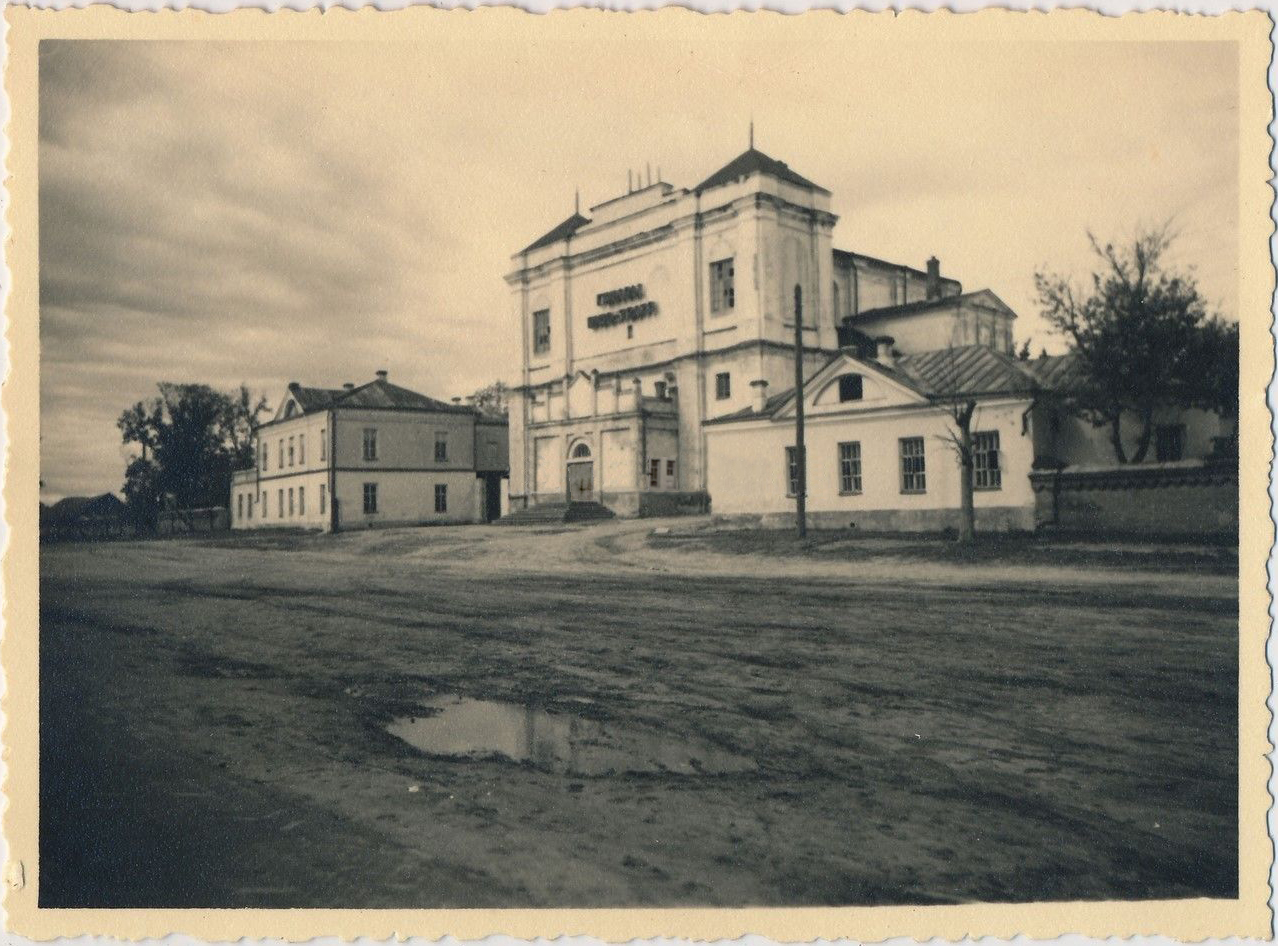
Kościół w 1942 r.
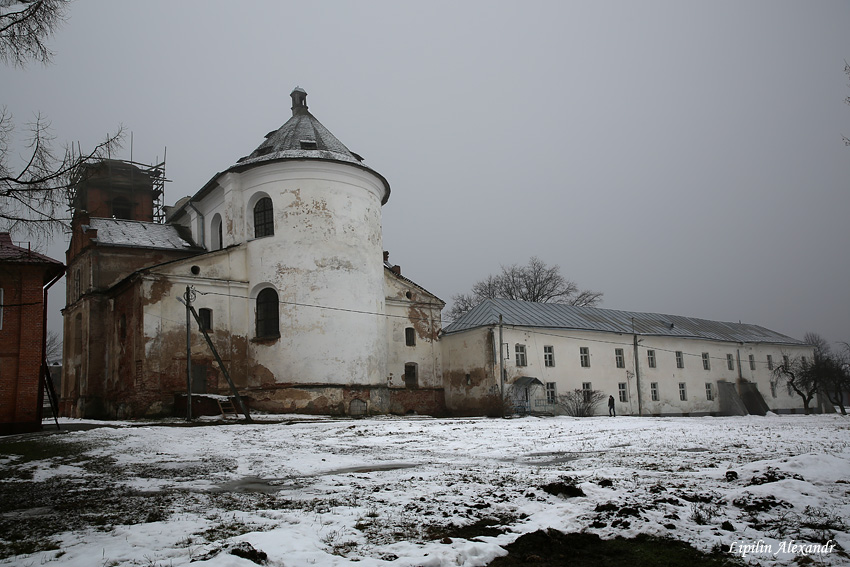
Kościół i budynki klasztoru
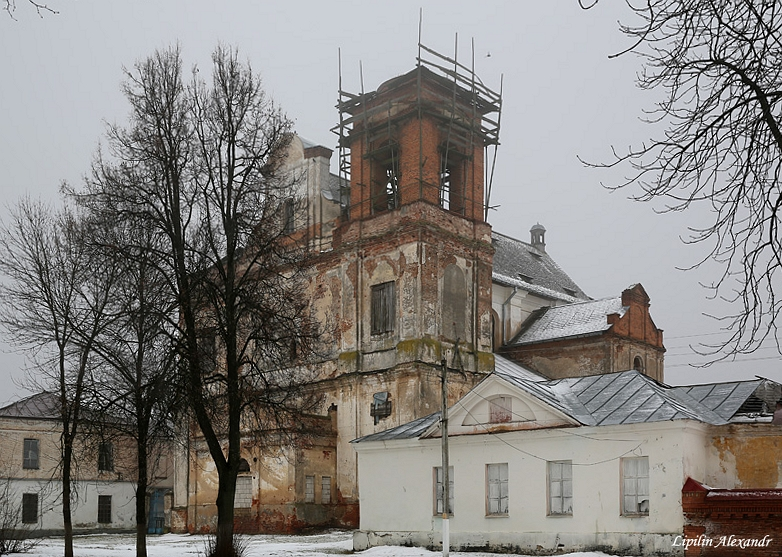
Kościół i apteka jezuitów
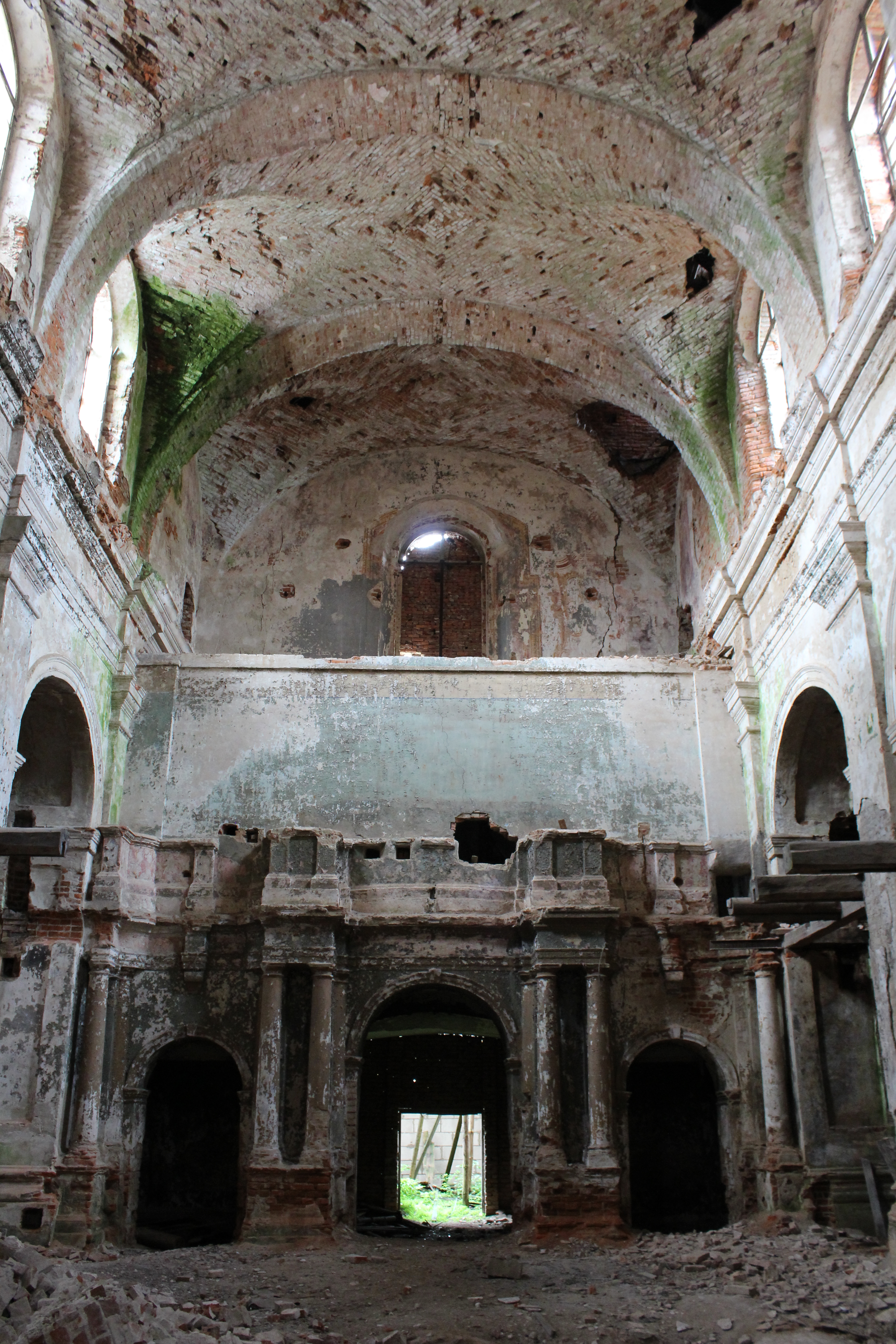
Wnętrze świątyni w 2017 r.